# Венецианская Далмация
Венецианская Далмация — колониальные владения Венецианской республики в Далмации, существовавшие с 1409 года по 1797 год. Их жителями были как южные славяне, так и венецианцы итальянского происхождения. 

## История
Завладев в начале XV века почти всеми далматинскими городами, Венецианская республика стала ограничивать свободу их торговли. Купцам этих городов запрещалось торговать где-либо, кроме портов самой Венецианской республики. 
В далматинских городах высокого уровня достигли судостроение и зодчество. О развитии зодчества свидетельствуют сохранившиеся доныне архитектурные памятники, такие как построенный в XV веке собор Святого Иакова в Шибенике. 
В результате натиска Османской империи венецианские владения в Далмации представляли собой прерывистую узкую полосу побережья Адриатического моря и острова.
Натиск османов вызвал миграцию населения Далмации на острова или в Италию. В XVI веке население венецианской Далмации составляло лишь 60-70 тысяч человек. Крупнейшим городом был Задар (Зара) с населением около 6000 человек. Население венецианской Далмации стало расти только после окончания эпохи войн с османами. В середине XVIII века оно составляло около 160 тысяч человек, в конце этого века — более 200 тысяч.
Но уже в XVI веке Венеция была заинтересована в торговых связях с Османской империей. В 1592 году в Сплите был построен торговый порт для связи с Турцией, был учрежден банк, создан паром. В результате торговли с Востоком экономика Сплита ожила.
Для далматинских городов было характерно преобладание купцов над ремесленниками. Это приводило к неразвитости цеховой системы — объединения ремесленников существовали, но не носили монопольно-принудительного характера. В городах венецианской Далмации давно сформировался патрициат (наиболее богатые купеческие роды). Вершиной его господства было начало XV века. Затем патрициат постепенно политически слабел. Из массы простого народа выделялась богатая верхушка, представителей которой патрициат стремился не допустить в «коммуны» — органы власти городов. Поэтому верхний слой «народа» (бюргеры) создавал свои органы («народные конгрегации») для борьбы с патрициатом. В Задаре они возникли уже в XV в. Такие же процессы происходили в Сплите. Бюргеры требовали равного для всех налогообложения (это поддерживалось народом), равного представительства народа и патрициата в городском вече (это требовали восставшие на острове Хвар в 1510-1514 годах). Кроме того, существовали конфликты между крестьянами и землевладельцами. В 1736 и 1740 годах крестьяне отказывались нести повинности за пользование раскорчеванной ими землей, которую господа считали своей. Это движение крестьян было подавлено.
До XVI века Далмация как экономически, так и культурно опережала в развитии континентальную часть хорватских земель. Деятели культуры Далмации (такие как поэты М. Марулич, Ш. Менчетич, М. Држич) творили на трёх языках — хорватском, старославянском и итальянском, а также отлично знали латинский язык. 
В конце XVI века Венеция, заинтересованная в торговле с Османской империей, хотела мира с ней, тогда как Габсбургская монархия, в которую входила Хорватия, в 1593—1606 годах вела с османами длительную войну. Это ставило славянских жителей венецианской Далмации, родственных хорватам, в двусмысленное положение.
С середины XV века у жителей Далмации зарождалось сознание принадлежности к более широким этническим общностям, чем мир городской «коммуны». Уже Юрий Шижгорич во второй половине XV века использовал античный этноним «иллирийцы» для всех южных славян. В 1525 году хварский монах-доминиканец Винко Прибоевич (в речи «О происхождении и истории славян», 1525 г.) от иллирийской идеи перешёл к общеславянской, говорил о мощи и распространение славян.